# Астрагал австрийский
Астрагал австрийский (лат. Astragalus austriacus) — вид травянистых растений рода Астрагал (Astragalus) семейства Бобовые (Fabaceae).

## Распространение и экология
Европейско-западносибирский вид. В России: чернозёмные районы европейской части, Северный Кавказ (Предкавказье, Дагестан), Западная Сибирь. Гелиофит, ксерофит, кальцефит. Произрастает на южных склонах с близким залеганием карбонатных пород и входит в состав ассоциаций луговых и настоящих степей.

## Ботаническое описание
Многолетнее травянистое стержнекорневое растение высотой от 10 до 40 (65) см. Стебли многочисленные, тонкие, прямостоячие или приподнимающиеся, только у основания ветвистые. Листья парноперисто-сложные из 6—10 линейных или ланцетных листочков, часто с выемчатой верхушкой; прилистники всегда свободные.
Цветки собраны в рыхлые кисти, оси которых равны или длиннее листьев; прицветники короче цветоножек. Чашечка колокольчатая с зубцами, в 2—2,5 раза короче трубки. Венчик светло-голубой с фиолетовой верхушкой лодочки. Бобы линейно-ланцетные, 5—7 см длиной, отклонённые или поникающие, опушённые белыми волосками, двухгнёздные.
Цветёт в июне—июле, плодоносит в июле—августе. Размножается семенами.

## Значение и применение
Хороший подножный корм для скота.